# Saint-Paul-de-Jarrat
Pour les articles homonymes, voir Saint-Paul.
Saint-Paul-de-Jarrat est une commune française située dans le département de l'Ariège, en région Occitanie. Sur le plan historique et culturel, la commune fait partie du pays de Foix, composé de la partie centrale du Plantaurel, du massif de l'Arize et d'un tronçon de la vallée de l'Ariège avec ses quelques affluents.
Exposée à un climat océanique altéré, elle est drainée par l'Ariège, le Sios, le ruisseau de Labat et par divers autres petits cours d'eau. La commune possède un patrimoine naturel remarquable : un site Natura 2000 (« Garonne, Ariège, Hers, Salat, Pique et Neste ») et sept zones naturelles d'intérêt écologique, faunistique et floristique.
Saint-Paul-de-Jarrat est une commune urbaine qui compte 1 354 habitants en 2022, après avoir connu une forte hausse de la population depuis 1975. Elle appartient à l'unité urbaine de Montgailhard et fait partie de l'aire d'attraction de Foix. Ses habitants sont appelés les Saint-Paulans ou Saint-Paulanes.

## Géographie

### Localisation
La commune de Saint-Paul-de-Jarrat se trouve dans le département de l'Ariège, en région Occitanie.
Elle se situe à 7 km à vol d'oiseau de Foix, préfecture du département, et à 9 km de Tarascon-sur-Ariège, bureau centralisateur du canton du Sabarthès dont dépend la commune depuis 2015 pour les élections départementales.
La commune fait en outre partie du bassin de vie de Foix.
Les communes les plus proches sont : 
Celles (2,2 km), Montoulieu (2,7 km), Montgailhard (3,1 km), Prayols (3,4 km), Soula (4,3 km), Mercus-Garrabet (4,5 km), Ferrières-sur-Ariège (4,8 km), Freychenet (4,9 km).
Sur le plan historique et culturel, Saint-Paul-de-Jarrat fait partie du pays de Foix, composé de la partie centrale du Plantaurel, du massif de l'Arize et d'un tronçon de la vallée de l'Ariège avec ses quelques affluents, mais qui n'est plus que l'ombre du prestigieux comté qui s'étendit jusqu'à l'Espagne et même au-delà.
Saint-Paul-de-Jarrat est limitrophe de neuf autres communes.
Les communes limitrophes sont  Cazenave-Serres-et-Allens, Celles, Freychenet, Mercus-Garrabet, Montgailhard, Montoulieu, Prayols et Soula.
| Prayols (par un quadripoint) | Montgailhard              | Soula      |
| Montoulieu                   | Saint-Paul-de-Jarrat      | Celles     |
| Mercus-Garrabet              | Cazenave-Serres-et-Allens | Freychenet |

### Géologie et relief
La commune est située dans les Pyrénées, une chaîne montagneuse jeune, érigée durant l'ère tertiaire (il y a 40 millions d'années environ), en même temps que les Alpes, certaines parties étant recouvertes par des formations superficielles. Les terrains affleurants sur le territoire communal sont constitués de roches sédimentaires datant pour certaines du Mésozoïque, anciennement appelé Ère secondaire, qui s'étend de −252,2 à −66,0 Ma, et pour d'autres du Paléozoïque, une ère géologique qui s'étend de −541 à −252,2 Ma. La structure détaillée des couches affleurantes est décrite dans la feuille « n°1075 - Foix » de la carte géologique harmonisée au 1/50 000ème du département de l'Ariège, et sa notice associée.
La superficie cadastrale de la commune publiée par l’Insee, qui sert de références dans toutes les statistiques, est de 22,51 km2,. La superficie géographique, issue de la BD Topo, composante du Référentiel à grande échelle produit par l'IGN, est quant à elle de 22,54 km2. Son relief est particulièrement escarpé puisque la dénivelée maximale atteint 1 348 mètres. L'altitude du territoire varie entre 425 m et 1 773 m.

### Hydrographie

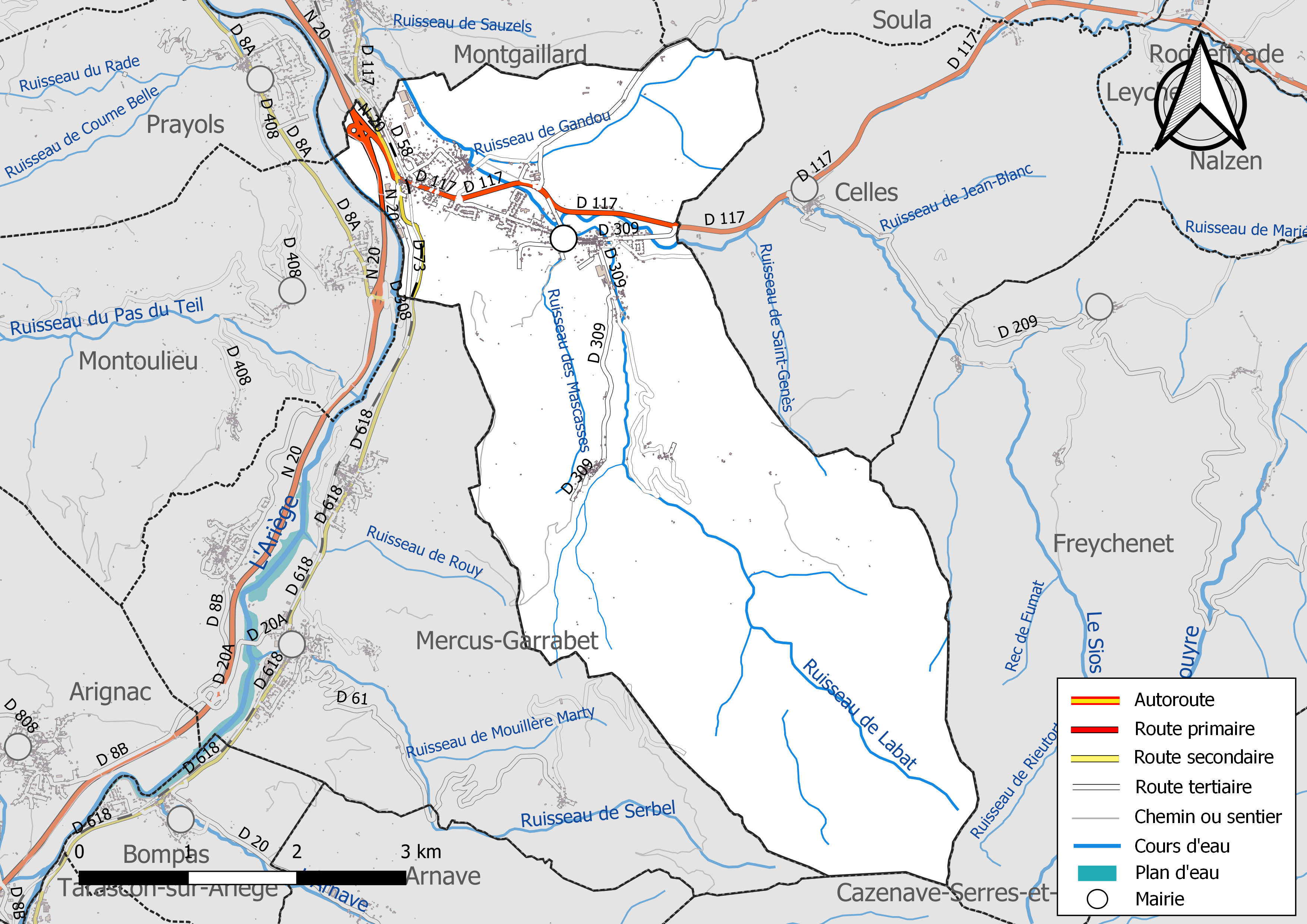
Réseaux hydrographique et routier de Saint-Paul-de-Jarrat.

La commune est dans le bassin versant de la Garonne, au sein du bassin hydrographique Adour-Garonne. Elle est drainée par l'Ariège, le Sios, le ruisseau de Labat, le ruisseau de Gandou, le ruisseau de Saint-Genès, le ruisseau des Mascasses et par divers petits cours d'eau, constituant un réseau hydrographique de 24 km de longueur totale,.
L'Ariège, d'une longueur totale de 162,91 km, prend sa source dans la commune de Porta et s'écoule du sud vers le nord. Elle traverse la commune et se jette dans la Garonne à Portet-sur-Garonne, après avoir traversé 56 communes.
Le Sios, d'une longueur totale de 16,5 km, prend sa source dans la commune de Freychenet et s'écoule du sud-est vers le nord-ouest. Il traverse la commune et se jette dans l'Ariège à Ferrières-sur-Ariège, après avoir traversé 6 communes.

### Climat
Pour des articles plus généraux, voir Climat de l'Occitanie et Climat de l'Ariège.
En 2010, le climat de la commune est de type climat océanique altéré, selon une étude s'appuyant sur une série de données couvrant la période 1971-2000. En 2020, Météo-France publie une typologie des climats de la France métropolitaine dans laquelle la commune est exposée à un climat de montagne et est dans la région climatique Pyrénées centrales, caractérisée par une pluviométrie annuelle de 1 000 à 1 200 mm.
Pour la période 1971-2000, la température annuelle moyenne est de 11,9 °C, avec une amplitude thermique annuelle de 14,9 °C. Le cumul annuel moyen de précipitations est de 959 mm, avec 9,9 jours de précipitations en janvier et 7 jours en juillet. Pour la période 1991-2020, la température moyenne annuelle observée sur la station météorologique la plus proche, située sur la commune de Roquefort-les-Cascades à 9 km à vol d'oiseau, est de 12,7 °C et le cumul annuel moyen de précipitations est de 1 101,5 mm,. Pour l'avenir, les paramètres climatiques de la commune estimés pour 2050 selon différents scénarios d'émission de gaz à effet de serre sont consultables sur un site dédié publié par Météo-France en novembre 2022.

### Milieux naturels et biodiversité

#### Réseau Natura 2000

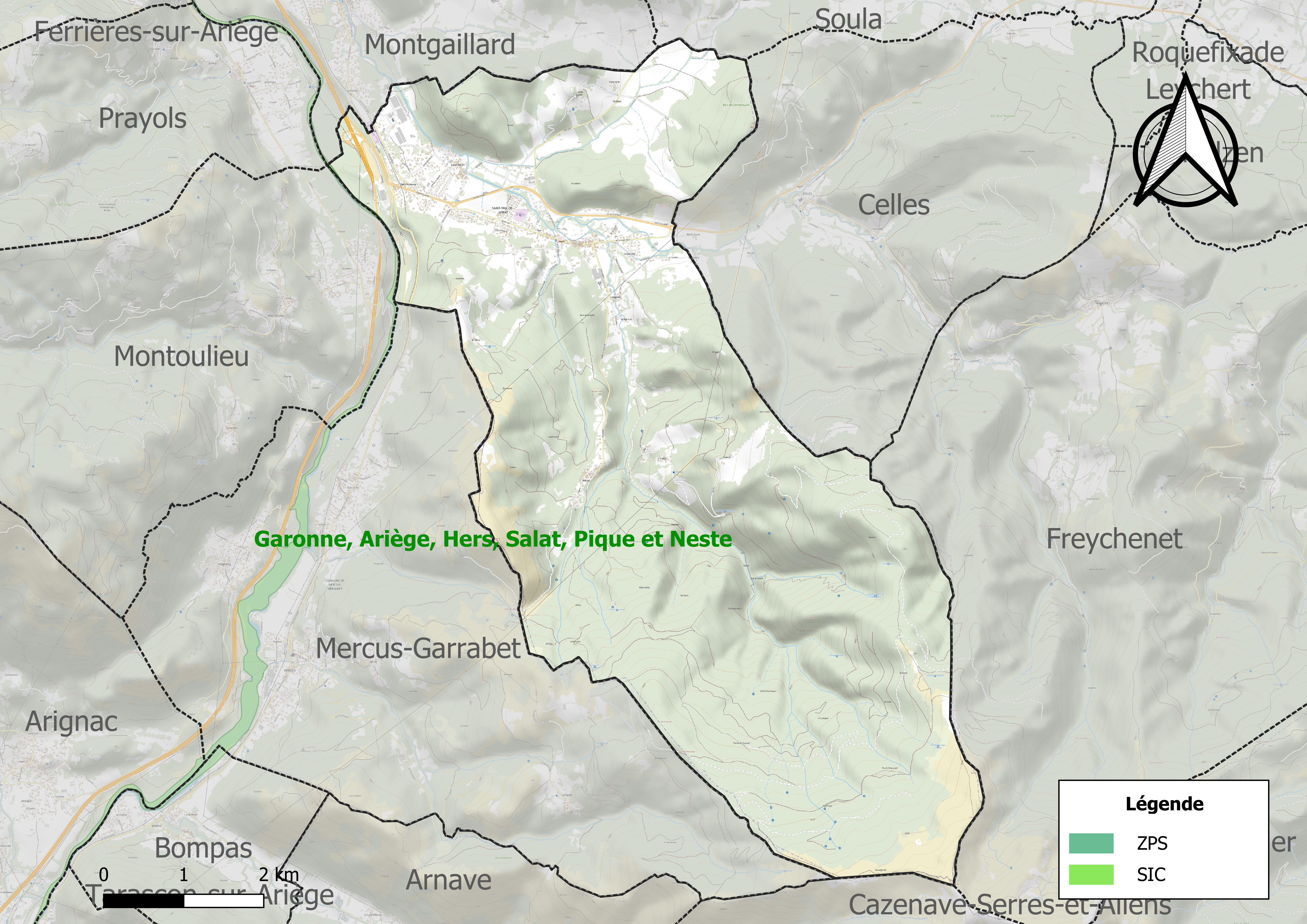
Site Natura 2000 sur le territoire communal.

Le réseau Natura 2000 est un réseau écologique européen de sites naturels d'intérêt écologique élaboré à partir des directives habitats et oiseaux, constitué de zones spéciales de conservation (ZSC) et de zones de protection spéciale (ZPS).
Un site Natura 2000 a été défini sur la commune au titre de la directive habitats : « Garonne, Ariège, Hers, Salat, Pique et Neste », d'une superficie de 9 581 ha, un réseau hydrographique pour les poissons migrateurs, avec des zones de frayères actives et potentielles importantes pour le Saumon en particulier qui fait l'objet d'alevinages réguliers et dont des adultes atteignent déjà Foix sur l'Ariège.

#### Zones naturelles d'intérêt écologique, faunistique et floristique
L’inventaire des zones naturelles d'intérêt écologique, faunistique et floristique (ZNIEFF) a pour objectif de réaliser une couverture des zones les plus intéressantes sur le plan écologique, essentiellement dans la perspective d’améliorer la connaissance du patrimoine naturel national et de fournir aux différents décideurs un outil d’aide à la prise en compte de l’environnement dans l’aménagement du territoire.
Quatre ZNIEFF de type 1 sont recensées sur la commune :
- le « cours de l'Ariège » (1 341 ha), couvrant 112 communes dont 86 dans l'Ariège et 26 dans la Haute-Garonne[28] ;
- « le Plantaurel entre Foix et Lavelanet » (11 312 ha), couvrant 26 communes du département[29] ;
- le « massif de Tabe - Saint-Barthélemy » (15 185 ha), couvrant 20 communes du département[30] ;
- « Sios et affluents » (35 ha), couvrant 5 communes du département[31] ;

et trois ZNIEFF de type 2, : 
- « L'Ariège et ripisylves » (1 975 ha), couvrant 56 communes dont 43 dans l'Ariège et 13 dans la Haute-Garonne[32] ;
- « le Plantaurel » (42 116 ha), couvrant 72 communes dont 68 dans l'Ariège, 2 dans l'Aude et 2 dans la Haute-Garonne[33] ;
- les « montagnes d'Olmes » (31 924 ha), couvrant 33 communes dont 31 dans l'Ariège et 2 dans l'Aude[34].

Carte des ZNIEFF de type 1 et 2 à Saint-Paul-de-Jarrat.
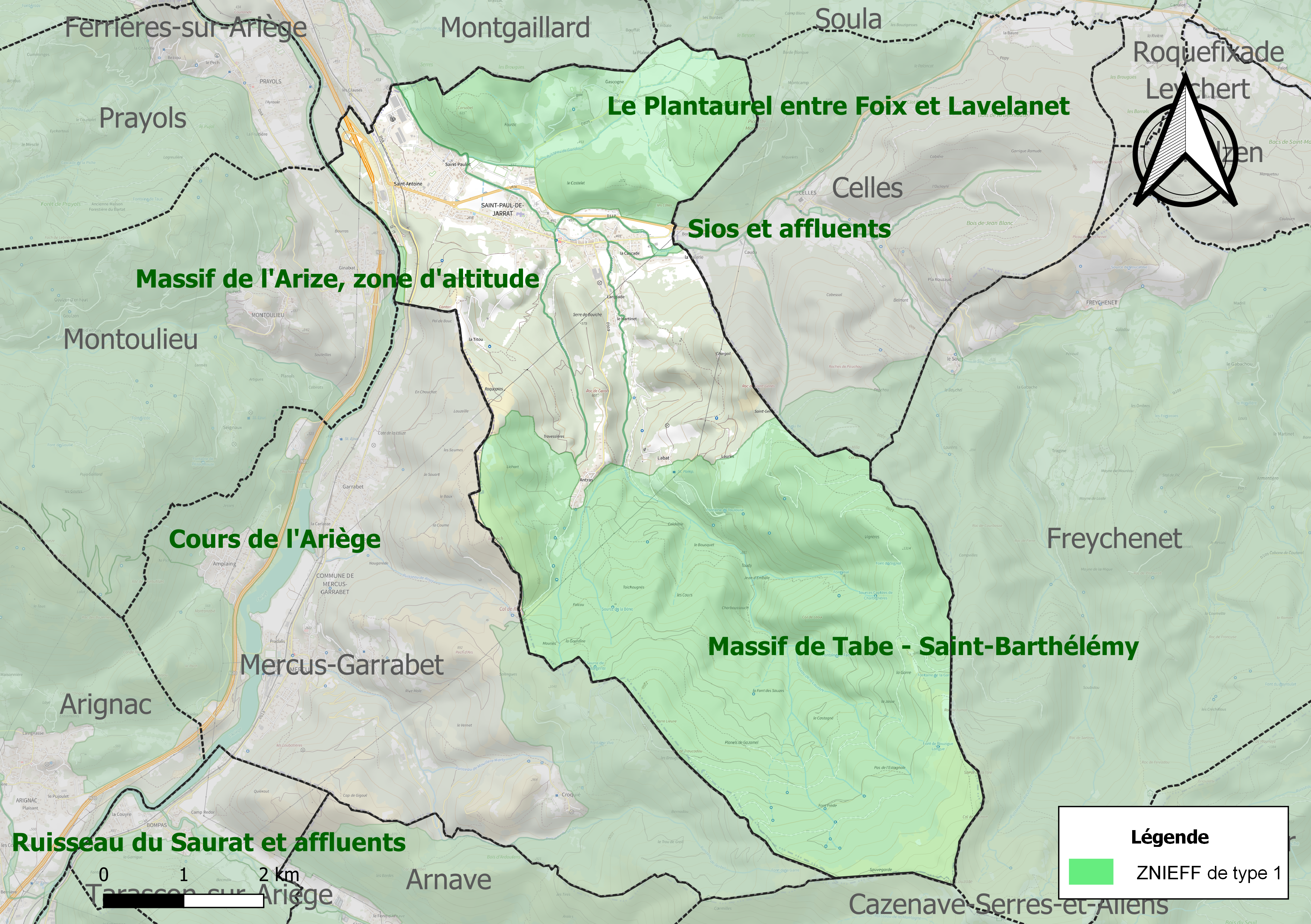
Carte des ZNIEFF de type 1 sur la commune.
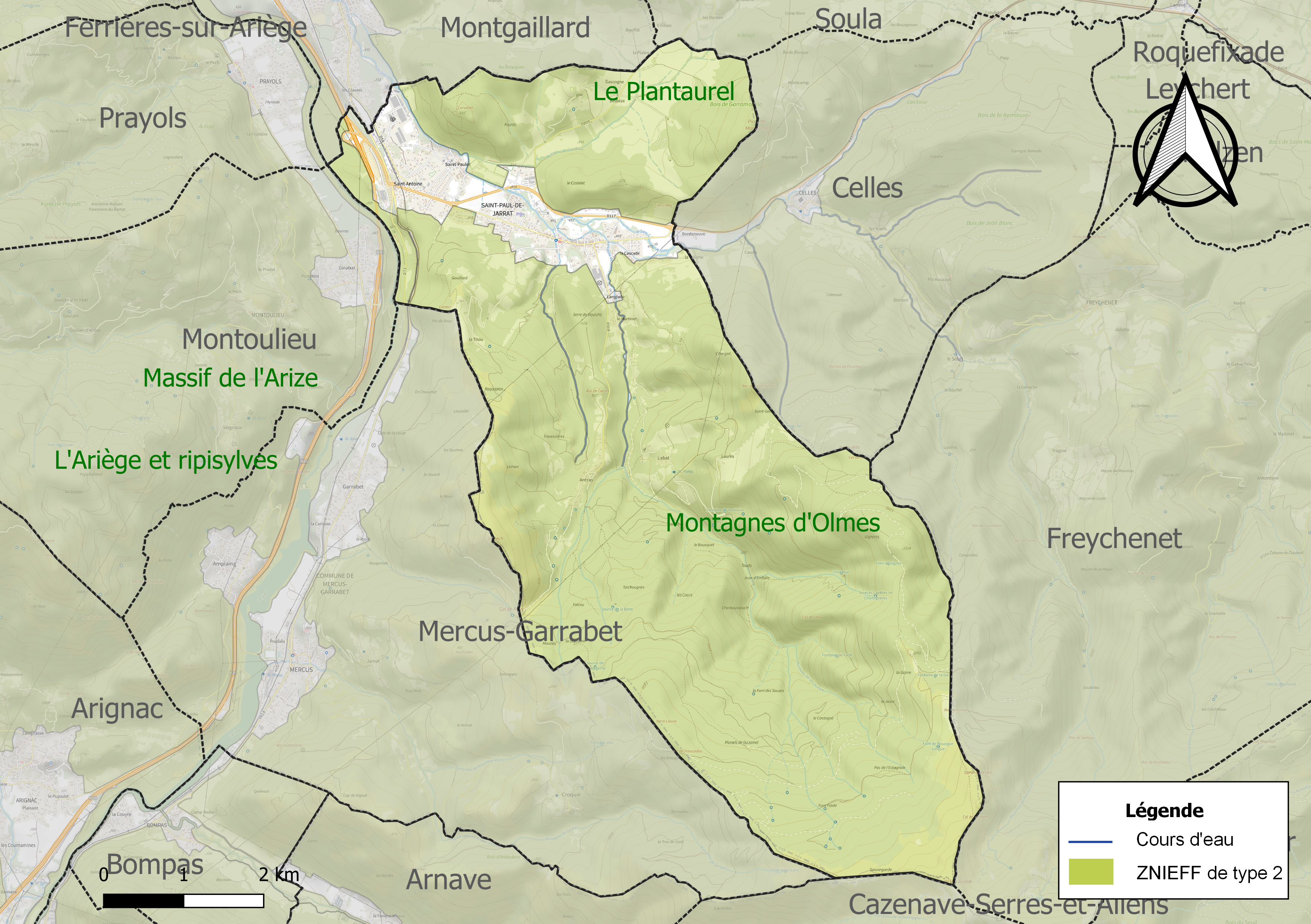
Carte des ZNIEFF de type 2 sur la commune.

## Urbanisme

### Typologie
Au 1er janvier 2024, Saint-Paul-de-Jarrat est catégorisée petite ville, selon la nouvelle grille communale de densité à 7 niveaux définie par l'Insee en 2022.
Elle appartient à l'unité urbaine de Montgailhard, une agglomération intra-départementale dont elle est une commune de la banlieue,. Par ailleurs la commune fait partie de l'aire d'attraction de Foix, dont elle est une commune du pôle principal,. Cette aire, qui regroupe 38 communes, est catégorisée dans les aires de moins de 50 000 habitants,.

### Occupation des sols
L'occupation des sols de la commune, telle qu'elle ressort de la base de données européenne d’occupation biophysique des sols Corine Land Cover (CLC), est marquée par l'importance des forêts et milieux semi-naturels (83,1 % en 2018), en diminution par rapport à 1990 (84 %). La répartition détaillée en 2018 est la suivante : 
forêts (73,4 %), milieux à végétation arbustive et/ou herbacée (9,7 %), prairies (8,8 %), zones urbanisées (4,3 %), zones agricoles hétérogènes (2,1 %), zones industrielles ou commerciales et réseaux de communication (1,7 %). L'évolution de l’occupation des sols de la commune et de ses infrastructures peut être observée sur les différentes représentations cartographiques du territoire : la carte de Cassini (XVIIIe siècle), la carte d'état-major (1820-1866) et les cartes ou photos aériennes de l'IGN pour la période actuelle (1950 à aujourd'hui).

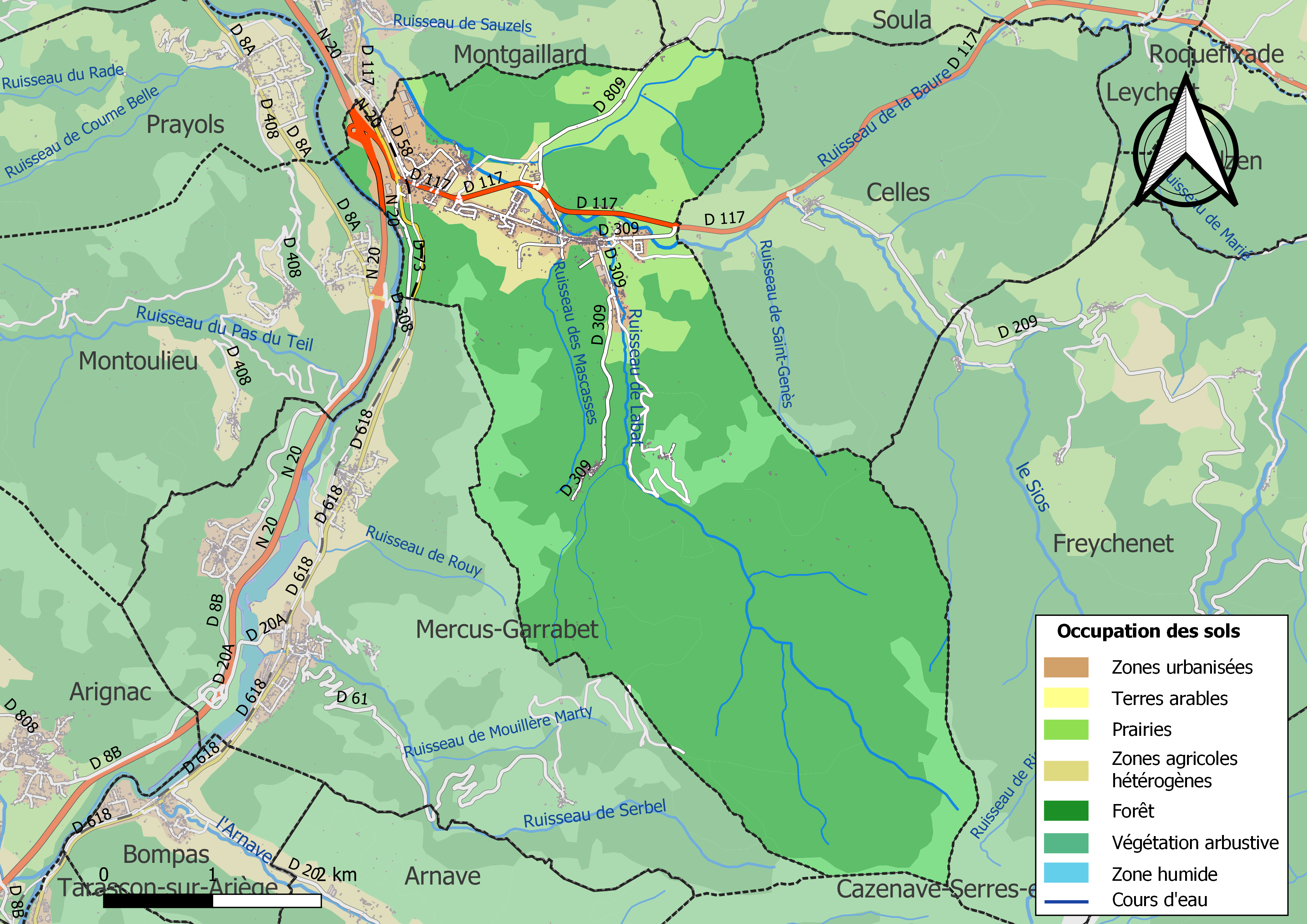
Carte des infrastructures et de l'occupation des sols de la commune en 2018 (CLC).

### Hameaux et lieux-dits
La commune est divisée en cinq entités principales : le bourg et quatre hameaux : Antras, Labat, Langlade et Saint-Paulet, plus quelques métairies ou anciens hameaux. Le quartier dit de nos jours Saint-Antoine n'a jamais été historiquement parlant hameau de la commune de Saint-Paul.

### Habitat et logement
En 2018, le nombre total de logements dans la commune était de 743, alors qu'il était de 711 en 2013 et de 691 en 2008.
Parmi ces logements, 78,5 % étaient des résidences principales, 14 % des résidences secondaires et 7,5 % des logements vacants. Ces logements étaient pour 94,2 % d'entre eux des maisons individuelles et pour 5,4 % des appartements.
Le tableau ci-dessous présente la typologie des logements à Saint-Paul-de-Jarrat en 2018 en comparaison avec celle de l'Ariège et de la France entière. Une caractéristique marquante du parc de logements est ainsi une proportion de résidences secondaires et logements occasionnels (14 %) inférieure à celle du département (24,6 %) mais supérieure à celle de la France entière (9,7 %). Concernant le statut d'occupation de ces logements, 72,2 % des habitants de la commune sont propriétaires de leur logement (69,8 % en 2013), contre 66,3 % pour l'Ariège et 57,5 % pour la France entière.
| Typologie                                               | Saint-Paul-de-Jarrat | Ariège | France entière |
| ------------------------------------------------------- | -------------------- | ------ | -------------- |
| Résidences principales (en %)                           | 78,5                 | 65,7   | 82,1           |
| Résidences secondaires et logements occasionnels (en %) | 14                   | 24,6   | 9,7            |
| Logements vacants (en %)                                | 7,5                  | 9,7    | 8,2            |

### Voies de communication et transports
Accès avec RN 20  et l'ancienne route nationale 117, entre Foix et Lavelanet.

### Risques majeurs
Le territoire de la commune de Saint-Paul-de-Jarrat est vulnérable à différents aléas naturels : inondations, climatiques (grand froid ou canicule), feux de forêts, mouvements de terrains, avalanche  et séisme (sismicité modérée). Il est également exposé à deux risques technologiques,  le transport de matières dangereuses et la rupture d'un barrage, et à un risque particulier, le risque radon,.

#### Risques naturels

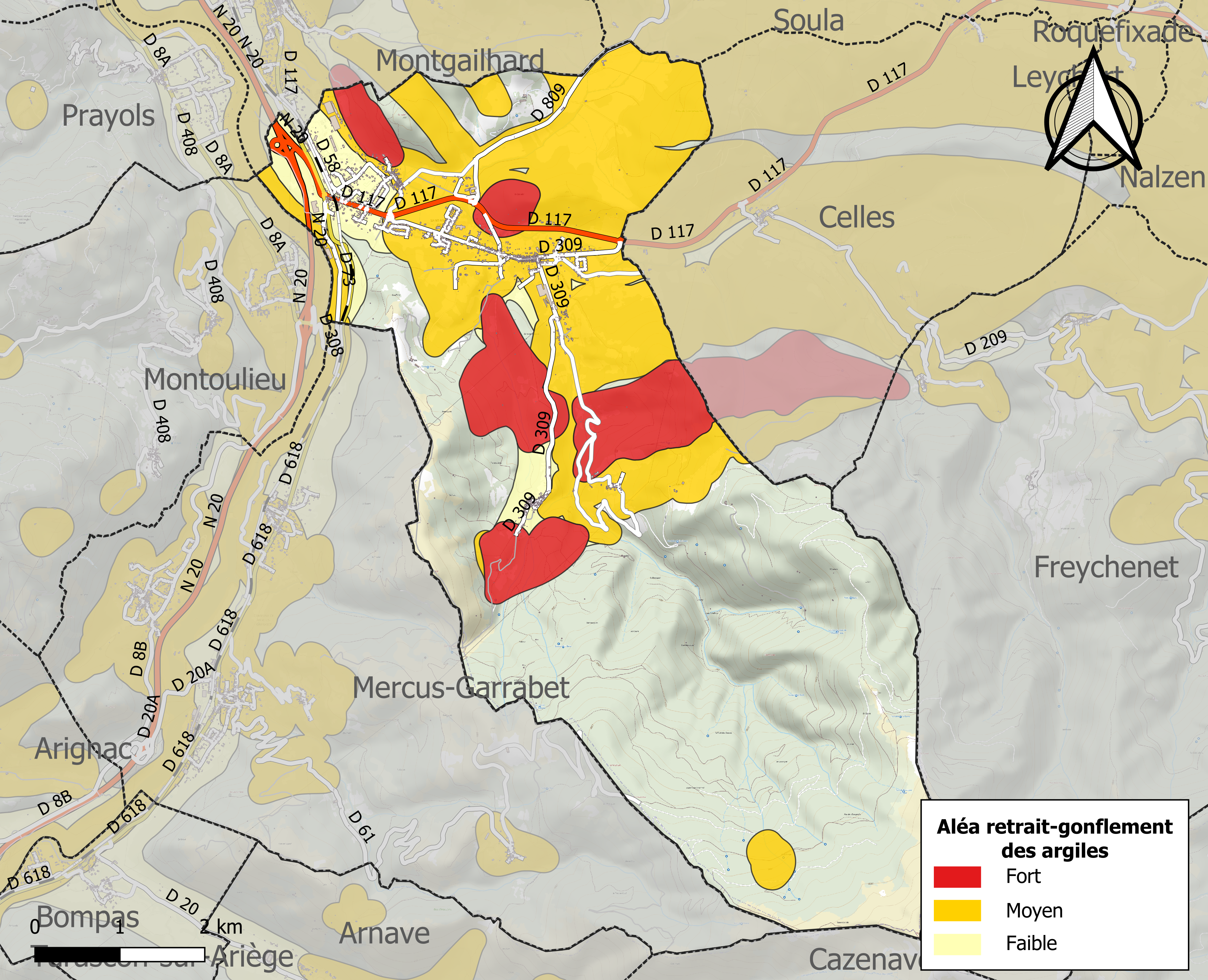
Zonage de l'aléa retrait-gonflement des argiles sur la commune de Saint-Paul-de-Jarrat.

Certaines parties du territoire communal sont susceptibles d’être affectées par le risque d’inondation par débordement, crue torrentielle d'un cours d'eau, l'Ariège, ou ruissellement d'un versant. L’épisode de crue le plus marquant dans le département reste sans doute celui de 1875. Parmi les inondations marquantes plus récentes concernant le cours d'eau de l'Ariège figurent la crue torrentielle de 1982 et les inondations de plaine de 1996 et de 2005 de la Basse vallée de l'Ariège.
Les mouvements de terrains susceptibles de se produire sur la commune sont soit des chutes de blocs, soit des glissements de terrains, soit des mouvements liés au retrait-gonflement des argiles. Près de 50 % de la superficie du département est concernée par l'aléa retrait-gonflement des argiles, dont la commune de Saint-Paul-de-Jarrat. L'inventaire national des cavités souterraines permet par ailleurs de localiser celles situées sur la commune.
Ces risques naturels sont pris en compte dans l'aménagement du territoire de la commune par le biais d'un plan de prévention des risques (PPR) inondation et mouvement de terrain approuvé le 2 décembre 2011.

#### Risques technologiques
Le risque de transport de matières dangereuses par une infrastructure routière ou ferroviaire ou par une canalisation de transport de gaz concerne la commune. Un accident se produisant sur une telle infrastructure est en effet susceptible d’avoir des effets graves au bâti ou aux personnes jusqu’à 350 m, selon la nature du matériau transporté. Des dispositions d’urbanisme peuvent être préconisées en conséquence.
Dans le département de l’Ariège on dénombre cinq grands barrages susceptibles d’occasionner des dégâts en cas de rupture. La commune fait partie des 80 communes susceptibles d’être touchées par l’onde de submersion consécutive à la rupture d’un de ces barrages.

#### Risque particulier
Dans plusieurs parties du territoire national, le radon, accumulé dans certains logements ou autres locaux, peut constituer une source significative d’exposition de la population aux rayonnements ionisants. Toutes les communes du département sont concernées par le risque radon à un niveau plus ou moins élevé. Selon la classification de 2018, la commune de Saint-Paul-de-Jarrat est classée en zone 3, à savoir zone à potentiel radon significatif.

## Histoire
Le village a été fondé par l’abbaye Saint-Sernin de Toulouse, construite autour de la basilique, fonde le village ultérieurement à son fief local qui était Celles, fondé avant l'an mil.

## Politique et administration

### Découpage territorial
La commune de Saint-Paul-de-Jarrat est membre de la communauté d'agglomération Pays Foix-Varilhes, un établissement public de coopération intercommunale (EPCI) à fiscalité propre créé le 16 novembre 2016 dont le siège est à Foix. Ce dernier est par ailleurs membre d'autres groupements intercommunaux.
Sur le plan administratif, elle est rattachée à l'arrondissement de Foix, au département de l'Ariège, en tant que circonscription administrative de l'État, et à la région Occitanie.
Sur le plan électoral, elle dépend du canton du Sabarthès pour l'élection des conseillers départementaux, depuis le redécoupage cantonal de 2014 entré en vigueur en 2015, et de la première circonscription de l'Ariège  pour les élections législatives, depuis le redécoupage électoral de 1986.

### Liste des maires
| Période                                  | Période  | Identité                  | Étiquette | Qualité               |
| ---------------------------------------- | -------- | ------------------------- | --------- | --------------------- |
| Les données manquantes sont à compléter. |          |                           |           |                       |
| 1977                                     | 1995     | Paul Canal                |           |                       |
| 1995                                     | 2006     | Jacques Saunière          | PS        |                       |
| janvier 2006                             | 2014     | Jean-Christophe Bonrepaux | PS        | Professeur des écoles |
| mars 2014                                | En cours | Michel Tartié             | SE        | Chef d'entreprise     |

## Démographie
En 1390, un dénombrement du comté de Foix fait état de 460 habitants à Saint-Paul-de-Jarrat.
L'évolution du nombre d'habitants est connue à travers les recensements de la population effectués dans la commune depuis 1793. Pour les communes de moins de 10 000 habitants, une enquête de recensement portant sur toute la population est réalisée tous les cinq ans, les populations de référence des années intermédiaires étant quant à elles estimées par interpolation ou extrapolation. Pour la commune, le premier recensement exhaustif entrant dans le cadre du nouveau dispositif a été réalisé en 2006.

En 2022, la commune comptait 1 354 habitants, en évolution de +3,68 % par rapport à 2016 (Ariège : +1,48 %, France hors Mayotte : +2,11 %).
| 1793 | 1800  | 1806  | 1821  | 1831  | 1836  | 1841  | 1846  | 1851  |
| ---- | ----- | ----- | ----- | ----- | ----- | ----- | ----- | ----- |
| 975  | 1 033 | 1 148 | 1 158 | 1 305 | 1 340 | 1 353 | 1 543 | 1 549 |

| 1856  | 1861  | 1866  | 1872  | 1876  | 1881  | 1886  | 1891  | 1896  |
| ----- | ----- | ----- | ----- | ----- | ----- | ----- | ----- | ----- |
| 1 351 | 1 520 | 1 460 | 1 327 | 1 332 | 1 341 | 1 311 | 1 262 | 1 132 |

| 1901  | 1906  | 1911  | 1921 | 1926 | 1931 | 1936 | 1946 | 1954 |
| ----- | ----- | ----- | ---- | ---- | ---- | ---- | ---- | ---- |
| 1 094 | 1 045 | 1 172 | 996  | 951  | 828  | 754  | 723  | 871  |

| 1962 | 1968  | 1975  | 1982  | 1990  | 1999  | 2006  | 2011  | 2016  |
| ---- | ----- | ----- | ----- | ----- | ----- | ----- | ----- | ----- |
| 877  | 1 103 | 1 068 | 1 100 | 1 261 | 1 224 | 1 233 | 1 267 | 1 306 |

| 2021  | 2022  | - | - | - | - | - | - | - |
| ----- | ----- | - | - | - | - | - | - | - |
| 1 346 | 1 354 | - | - | - | - | - | - | - |

| selon la population municipale des années : | 1968 | 1975 | 1982 | 1990 | 1999 | 2006 | 2009 | 2013 |
| Rang de la commune dans le département      | 17   | 21   | 21   | 21   | 19   | 19   | 19   | 20   |
| Nombre de communes du département           | 340  | 328  | 330  | 332  | 332  | 332  | 332  | 332  |

### Enseignement
Saint-Paul-de-Jarrat fait partie de l'académie de Toulouse et compte une école publique maternelle et élémentaire.

### Culture et festivités
Foyer rural, Comité des fêtes.

### Activités sportives
Pétanque, chasse, randonnée pédestre, championnats de France de course en montagne en 2005.

## Économie

### Revenus
En 2018, la commune compte 583 ménages fiscaux, regroupant 1 297 personnes. La médiane du revenu disponible par unité de consommation est de 20 630 € (19 820 € dans le département).

### Emploi
| Division       | 2008  | 2013   | 2018   |
| -------------- | ----- | ------ | ------ |
| Commune        | 5,7 % | 7 %    | 9,4 %  |
| Département    | 8,9 % | 11,1 % | 11,2 % |
| France entière | 8,3 % | 10 %   | 10 %   |

En 2018, la population âgée de 15 à 64 ans s'élève à 783 personnes, parmi lesquelles on compte 76,3 % d'actifs (66,9 % ayant un emploi et 9,4 % de chômeurs) et 23,7 % d'inactifs,. Depuis 2008, le taux de chômage communal (au sens du recensement) des 15-64 ans est inférieur à celui de la France et du département.
La commune fait partie du pôle principal de l'aire d'attraction de Foix,. Elle compte 619 emplois en 2018, contre 539 en 2013 et 475 en 2008. Le nombre d'actifs ayant un emploi résidant dans la commune est de 529, soit un indicateur de concentration d'emploi de 116,9 % et un taux d'activité parmi les 15 ans ou plus de 55 %.
Sur ces 529 actifs de 15 ans ou plus ayant un emploi, 154 travaillent dans la commune, soit 29 % des habitants. Pour se rendre au travail, 89,3 % des habitants utilisent un véhicule personnel ou de fonction à quatre roues, 1 % les transports en commun, 6,1 % s'y rendent en deux-roues, à vélo ou à pied et 3,6 % n'ont pas besoin de transport (travail au domicile).

### Activités hors agriculture
93 établissements sont implantés  à Saint-Paul-de-Jarrat au 31 décembre 2019. Le tableau ci-dessous en détaille le nombre par secteur d'activité et compare les ratios avec ceux du département,.
| Secteur d'activité                                                                                        | Commune | Commune | Département |
| Secteur d'activité                                                                                        | Nombre  | %       | %           |
| --- | ------- | ------- | ----------- |
| Ensemble                                                                                                  | 93      | 100 %   | (100 %)     |
| Industrie manufacturière, industries extractives et autres                                                | 16      | 17,2 %  | (12,9 %)    |
| Construction                                                                                              | 16      | 17,2 %  | (14,2 %)    |
| Commerce de gros et de détail, transports, hébergement et restauration                                    | 15      | 16,1 %  | (27,5 %)    |
| Information et communication                                                                              | 3       | 3,2 %   | (1,8 %)     |
| Activités financières et d'assurance                                                                      | 5       | 5,4 %   | (2,8 %)     |
| Activités immobilières                                                                                    | 2       | 2,2 %   | (4,2 %)     |
| Activités spécialisées, scientifiques et techniques et activités de services administratifs et de soutien | 10      | 10,8 %  | (13,2 %)    |
| Administration publique, enseignement, santé humaine et action sociale                                    | 17      | 18,3 %  | (14,4 %)    |
| Autres activités de services                                                                              | 9       | 9,7 %   | (8,8 %)     |

Le secteur de l'administration publique, l'enseignement, la santé humaine et l'action sociale est prépondérant sur la commune puisqu'il représente 18,3 % du nombre total d'établissements de la commune (17 sur les 93 entreprises implantées  à Saint-Paul-de-Jarrat), contre 14,4 % au niveau départemental.
Les quatre entreprises ayant leur siège social sur le territoire communal qui génèrent le plus de chiffre d'affaires en 2020 sont : 
- Les Menuiseries Ariegeoises, autres activités manufacturières n.c.a. (23 459 k€)
- Bois Generation Avenir, activités des sociétés holding (1 507 k€)
- Forestis Industries, activités des sociétés holding (519 k€)
- La Tuilerie, gestion de fonds (65 k€)

L'industrie principale est tournée vers le bois : scierie et menuiseries. L'agriculture est sur le point de disparaître au profit de l'urbanisme...
La commune comporte des activités artisanales et de services.
Des activités à vocation départementale y sont implantées : DDE, Services des eaux (SMDEA) et l'Institut de formation consulaire Ariège Pyrénées (IFCAP) géré par la Chambre de commerce et d'industrie de l'Ariège.

### Agriculture
|                                   | 1988 | 2000 | 2010 |
| --------------------------------- | ---- | ---- | ---- |
| Exploitations                     | 16   | 11   | 4    |
| Superficie agricole utilisée (ha) | 187  | 164  | 228  |

La commune fait partie de la petite région agricole dénommée « Région sous-pyrénéenne ». En 2010, l'orientation technico-économique de l'agriculture  sur la commune est l'élevage d'ovins et de caprins. Quatre exploitations agricoles ayant leur siège dans la commune sont dénombrées lors du recensement agricole de 2010 (douze en 1988). La superficie agricole utilisée est de 228 ha.

## Culture locale et patrimoine

### Lieux et bâtiments
- Lavoir (1921) réalisé par l'architecte Émile Sauret (qui a entre autres réalisé les fontaines-lavoirs de Les Pujols de La Bastide-de-Lordat et de Saint-Amadou).
- Croix de la passion en fer forgé, place du Coq (1781 : créée par la forge de Saint-Paul et le maître de forges Bauzil, père d'Hyppolyte qui aurait dit à Napoléon : « L'Ariège produit du fer et des soldats »).
- Borne languedocienne (XVIe siècle) qui marque la séparation de la province de Languedoc du comté de Foix (en limite des communes de Celles et de Saint-Paul-de-Jarrat, non loin de la métairie de Bordeneuve).
- Église Saint-Germier (XVIe siècle puis remaniée), stalles du XVIIe siècle provenant de l'abbaye Saint-Sernin de Toulouse ; fresque-monument aux morts remarquable.
- Château de Labat (ruiné durant les guerres de Religion, reconstruit au début du XVIIe siècle et remaniè début XXe siècle.
- Second château féodal (XVIe siècle et tour du XIIe siècle).
- Canal de la forge à la catalane, pris sur le Scios (ou Sios).
- Vestiges du martinet proche de Langlade (ancienne clouterie et martinet).
- Gare de Saint-Paul-Saint-Antoine (fermée).
- Pont du Diable.

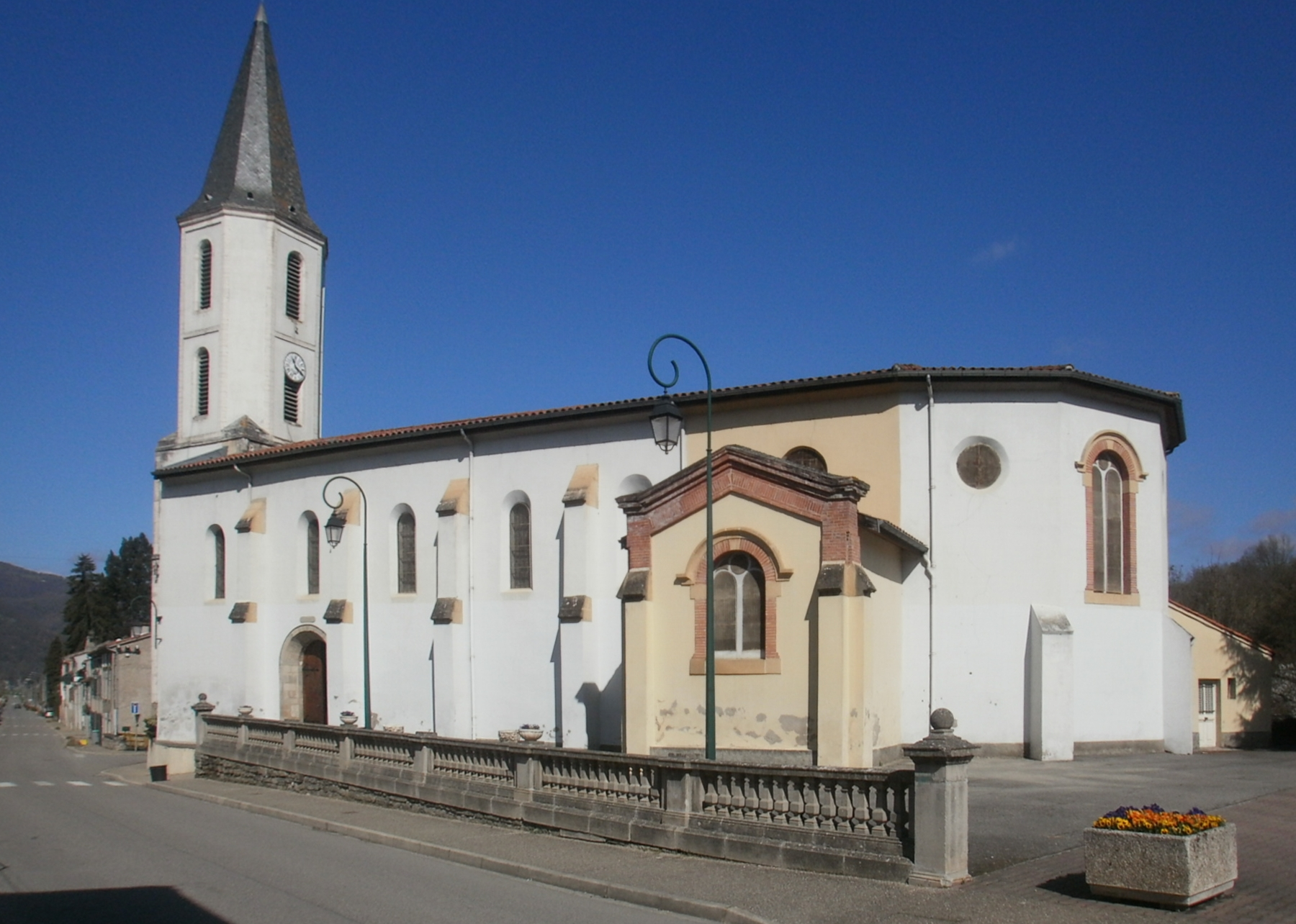
Église Saint-Germier.
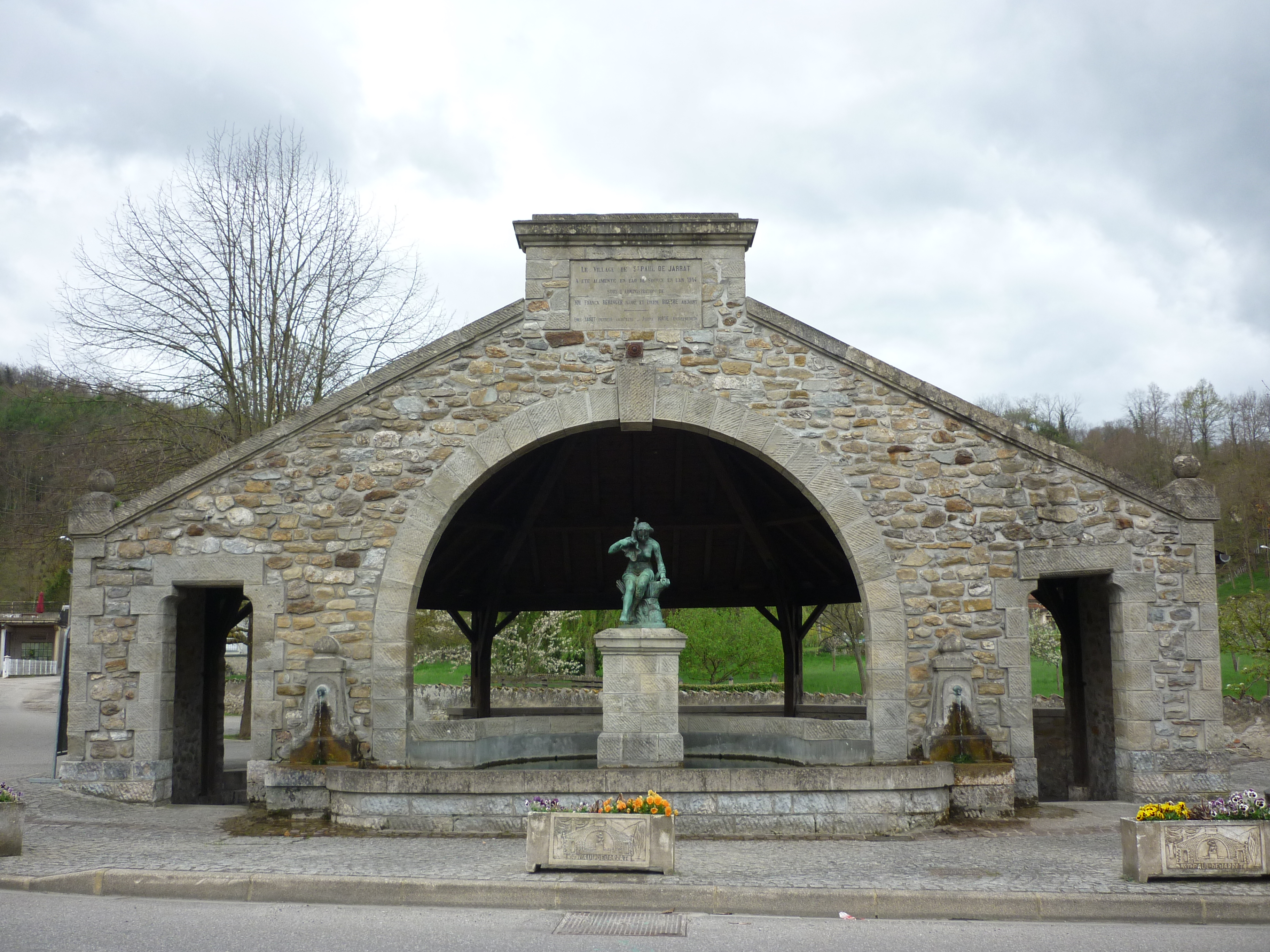
Fontaine de Saint-Paul-de-Jarrat.
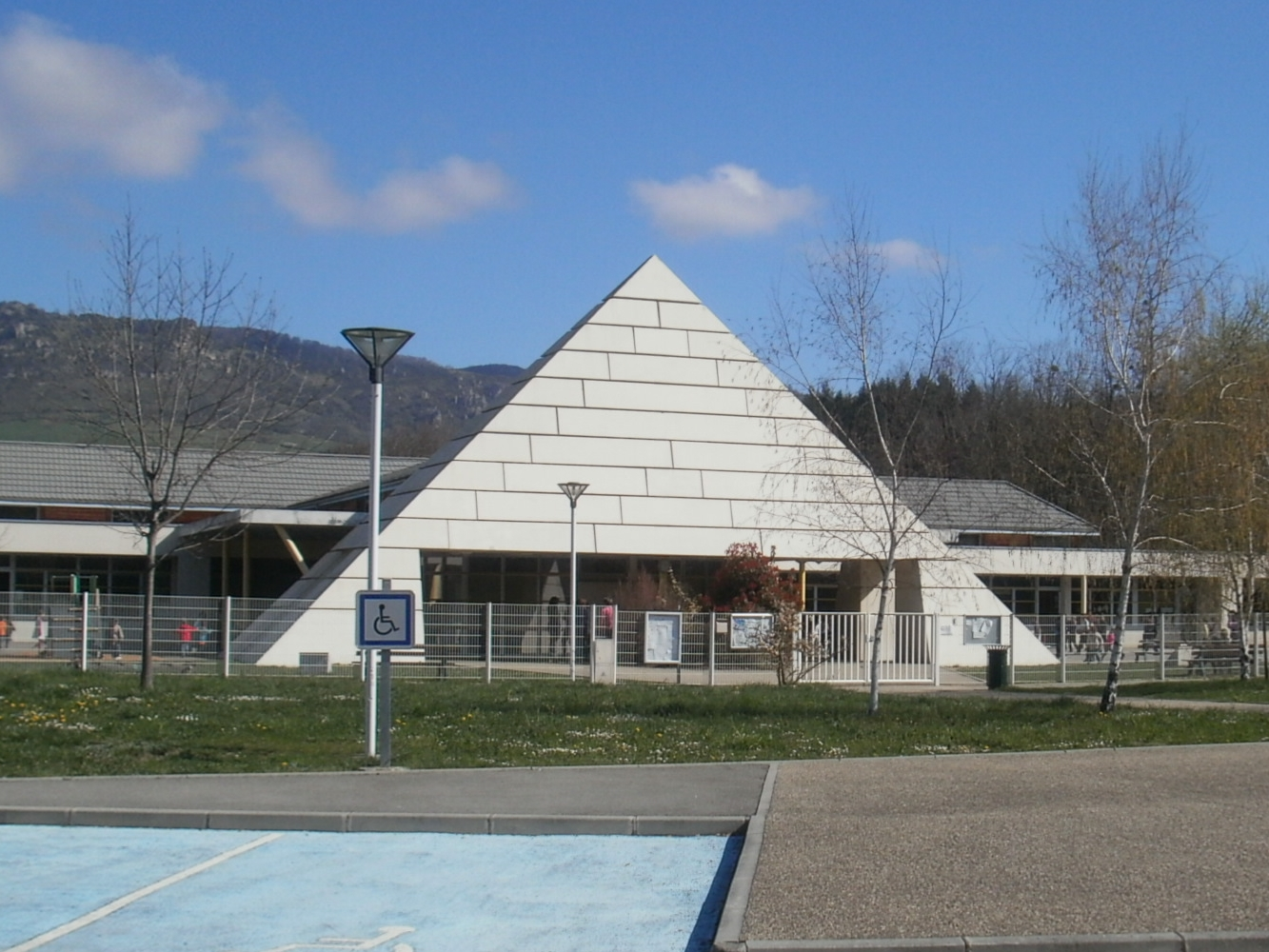
Vue sur la pyramide d'entrée de l'école.
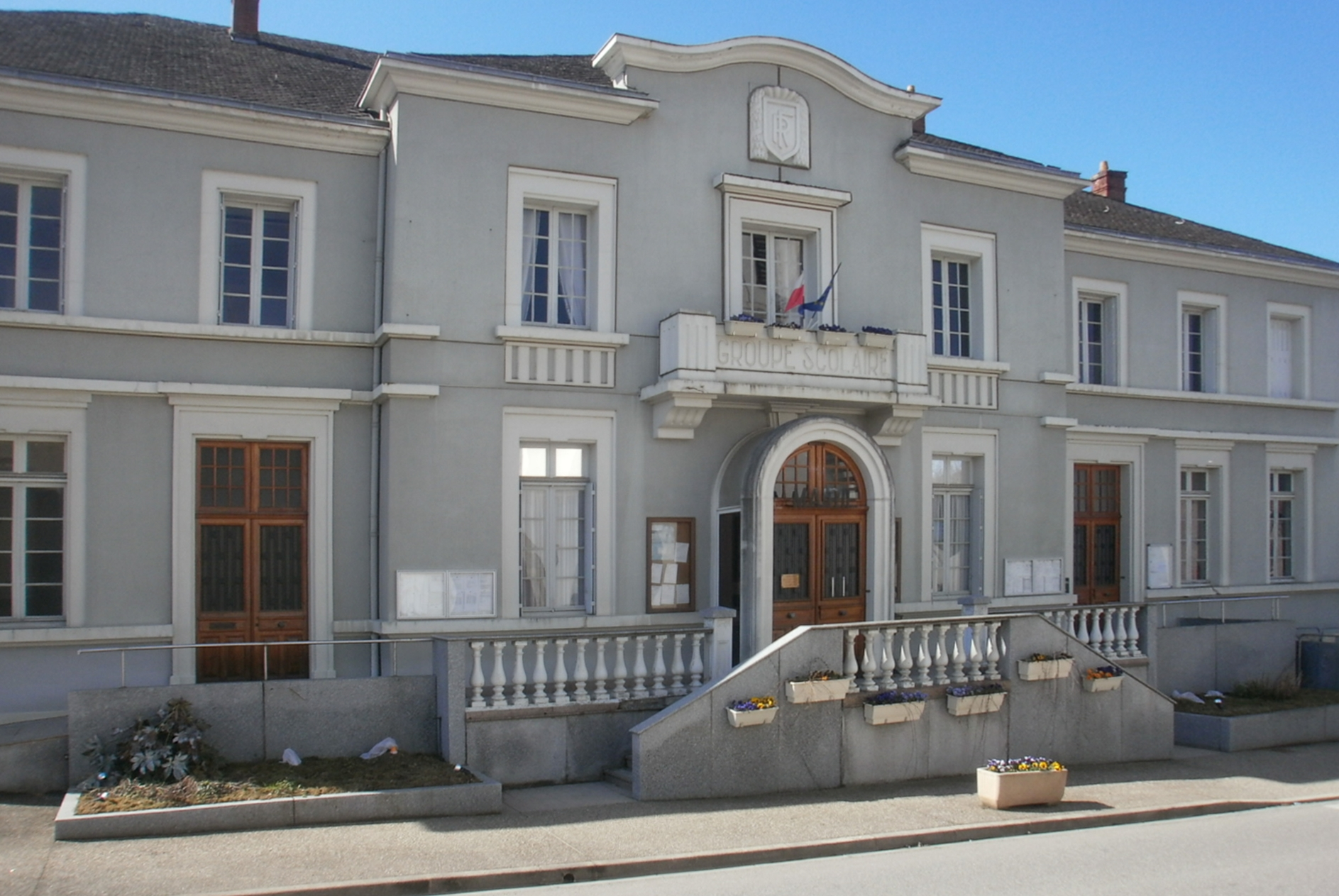
Façade de la mairie de Saint-Paul-de-Jarrat depuis le parvis de l'église.

### Personnalités liées à la commune
- Roger de Bellegarde
- Hippolyte-Thomas Bauzil (26 mai 1778 - 8 septembre 1833), officier de Napoléon, auteur de la phrase : « L'Ariège produit du fer et des soldats ».
- Léo Lamarque (30 août 1808 - 29 juillet 1849), polytechnicien. C'est à lui que l'on doit la construction du Pont du Diable[63].
- Henri Derramond (10 août 1823 - 24 novembre 1880), poète, avocat et maire de Foix. Il a écrit sous le nom de Jules Talery Voix perdues et Les Malices.